# The X Factor (Vereinigtes Königreich)/Staffel 3

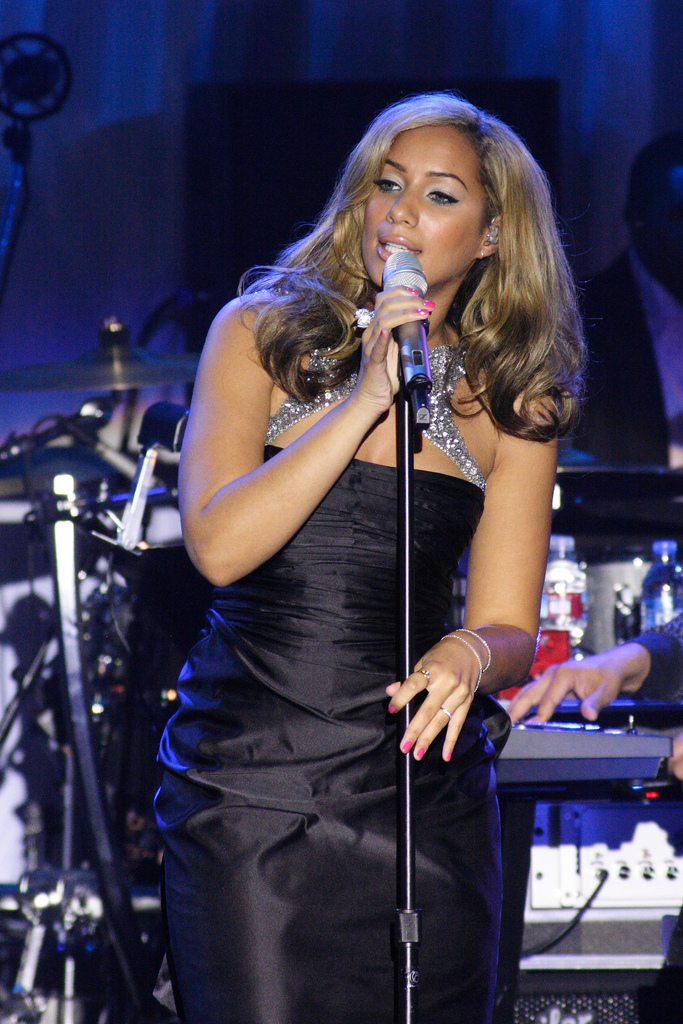
Siegerin Leona Lewis 2009

The X Factor ist ein britischer Musikwettbewerb, bei dem nach neuen gesanglichen Talenten gesucht wird. Die dritte Staffel wurde vom 19. August bis 16. Dezember 2006 ausgestrahlt. Als Jury wurden weiterhin Simon Cowell, Louis Walsh und Sharon Osbourne eingesetzt, während Kate Thornton als Moderatorin zurückkehrte. Ben Shephard moderierte außerdem weiterhin das Spin-Off The Xtra Factor auf dem Fernsehsender ITV2. Nach dem Halbfinale am 9. Dezember, wurde Cowell schon Sieger-Mentor, da die beiden Finalisten Leona Lewis und Ray Quinn aus seinem Team waren.
Statt dem früheren Design in rot-lila, war das Design in der dritten Staffel rot und blau. Außerdem wurde eine neue Webseite für die Staffel am 11. August 2006 veröffentlicht. Das Finale brachte der Show mit 12,6 Millionen einschaltenden Menschen, die höchsten Einschaltquoten bis dahin ein.
Am 16. Dezember wurde Leona Lewis im Finale als Siegerin gekürt. Sie hatte 60 % der Zuschauerstimmen erhalten. Lewis veröffentlichte eine Coverversion des Liedes A Moment Like This von Kelly Clarkson als ihre Siegersingle, das Platz eins der Charts erreichte. Obwohl sie erst Mitte Dezember veröffentlicht wurde, entwickelte sich A Moment Like This zur zweit-best verkauften Single des Jahres. Im Januar 2007 erreichte die Single Platinstatus, zertifiziert von der British Phonographic Industry.
Lewis ist mit 30 Millionen verkauften Einheiten eine der erfolgreichsten bisherigen Kandidaten der Show und auch die einzige ehemalige Kandidatin, die schon für einen Grammy Award nominiert wurde.
Die dritte Staffel war die letzte, die nur drei Juroren hatte und von Kate Thornton moderiert wurde.

## Juroren und Moderatoren

Jury der zweiten Staffel
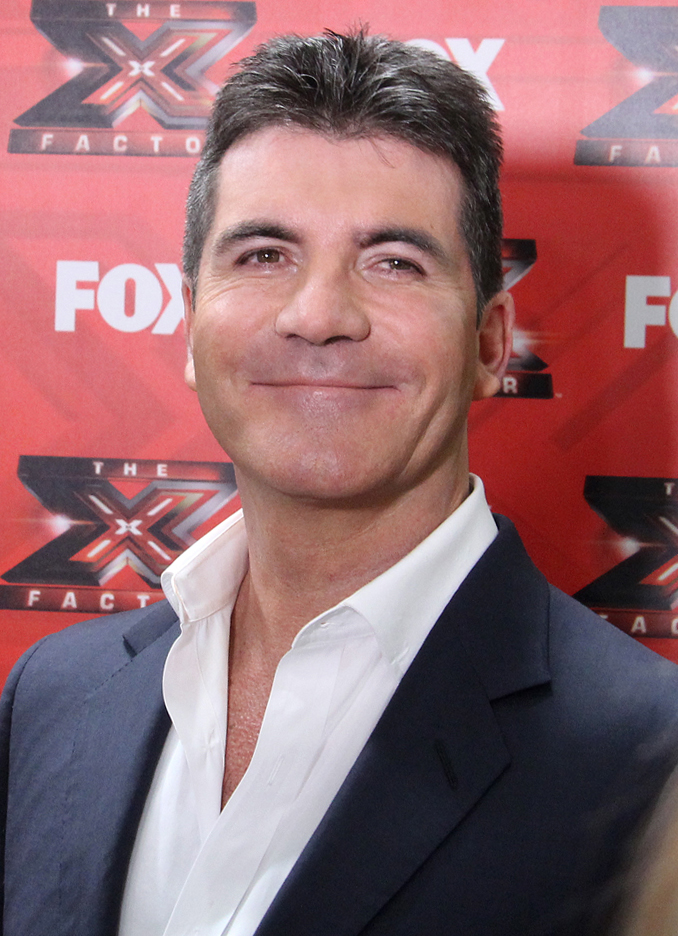
Simon Cowell
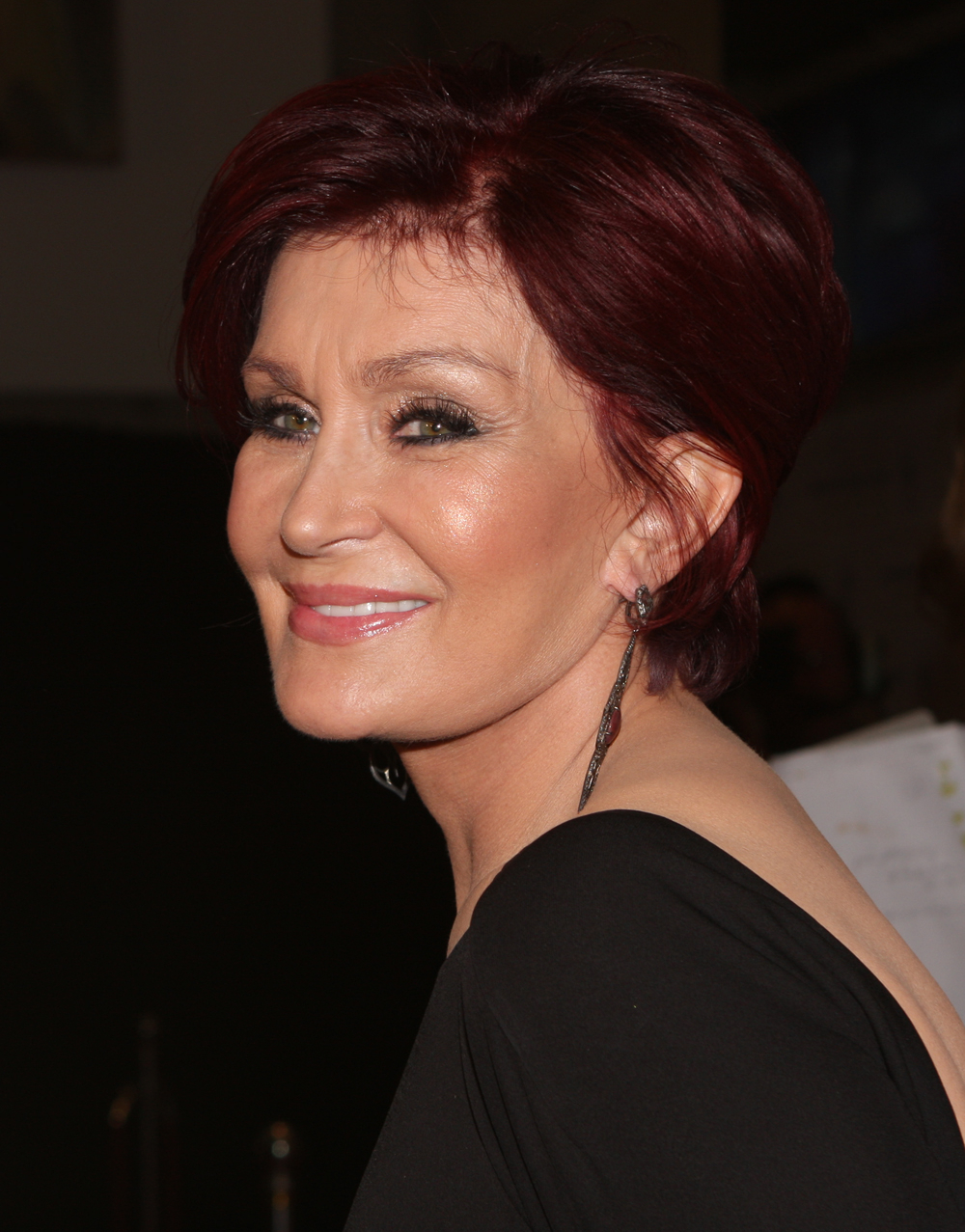
Sharon Osbourne
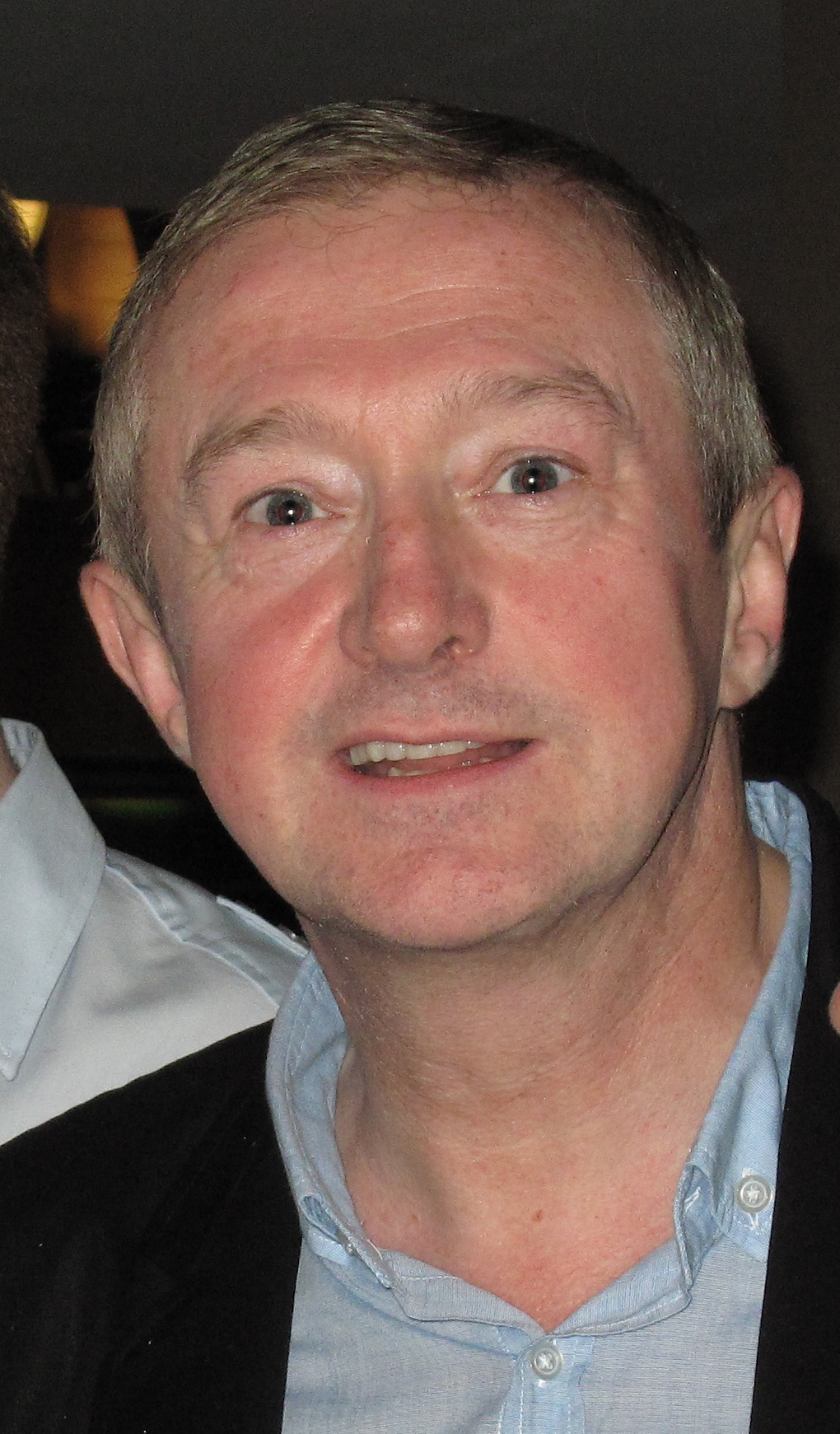
Louis Walsh

Simon Cowell, Sharon Osbourne und Louis Walsh wurden erneut als Juroren der Show eingesetzt, womit Gerüchte darüber, dass Osbourne und Walsh aufgrund finanzieller Gründe nicht wiederkehren würden, als falsch aufgedeckt wurden. Außerdem kehrten Kate Thornton und Ben Shephard als Moderatoren zurück, wobei Shephard nur das Spin-Off The Xtra Factor auf ITV2 moderierte.
Es war sowohl Thorntons, als auch Shephards letzte Staffel bei The X Factor, was Thornton am 8. März 2007 bekanntgab.

## Verlauf

### Vorfeld
Im Vorfeld hatte Simon Cowell gesagt: "The next international boyband or girlband is what I want to see in this year's show." Außerdem wurden Gerüchte laut, es gäbe einen neuen, langfristigen Juror und die Altersgrenze werde auf 14 Jahre heruntergesetzt. Beide entpuppten sich als falsch, aber wurden in der vierten Staffel tatsächlich durchgesetzt. Stattdessen wurde in dieser Staffel auf verschiedene Gastjuroren, darunter Paula Abdul, gesetzt.

### Auditions
Die Auditions wurden in London, Birmingham, Dublin, Manchester, Leeds und Glasgow abgehalten und ab dem 19. August ausgestrahlt. Es hatten sich insgesamt über hunderttausend Menschen an der Show beworben.
Nach den Auditions wurde jedem Juror eine Kategorie zugeordnet:
- Sharon Osbourne: Over 25s (Solokünstler ab 25 Jahren)
- Simon Cowell: 16-24s (Solokünstler bis 24 Jahre)
- Louis Walsh: Groups (Gruppen)

### Bootcamp
Ursprünglich war vorgesehen, dass die Juroren in ihrer jeweiligen Kategorie 21 Kandidaten am Ende des Bootcamps weiter lassen könnten. Aber Cowell entschied, er habe einen Fehler gemacht, als er Ray Quinn nicht in diese einbezogen hatte. Die Produktion erlaubte ihm und den anderen Juroren daraufhin, einen weiteren Kandidaten in ihre Auswahl hereinzunehmen.

### Judges' Houses
In der Judges' Houses Runde wurde die Anzahl der Kandidaten auf 12 gekürzt. Die Band Avenue wurde ursprünglich in die Liveshows gelassen, wurde später aber disqualifiziert, da sie einen bestehenden Managementvertrag mit einem von der Show unabhängigen Manager verschwiegen hatten. Ihren Platz nahmen Eton Road ein.
| Juror    | Kategorie | Ort    | Gastjuroren   | Ausgeschiedene Kandidaten                                      |
| -------- | --------- | ------ | ------------- | -------------------------------------------------------------- |
| Cowell   | 16–24s    | Miami  | Sinitta       | Stacey Barnes, Carlo Muscutelli, Shaun Rogerson, Gemma Sampson |
| Osbourne | Over 25s  | London | The Osbournes | Katie Angus, Jonathan Bremner, Lyn Fairbanks, Tiwa Savage      |
| Walsh    | Groups    | Dublin | Shane Filan   | Avenue, Brother's One, The Dolly Rockers, Pure Liberty         |

## Finalisten
Legende:
_ - Sieger
_ - Zweitplatzierter
_ - Drittplatzierter
| Kandidaten             | Alter | Heimatstadt  | Kategorie (Mentor)  | Ergebnis  |
| ---------------------- | ----- | ------------ | ------------------- | --------- |
| Leona Lewis            | 21    | North London | 16-24s (Cowell)     | Sieger    |
| Ray Quinn              | 18    | Liverpool    | 16-24s (Cowell)     | 2. Platz  |
| Ben Mills              | 26    | Chatham      | Over 25s (Osbourne) | 3. Platz  |
| The MacDonald Brothers | 20    | Ayrshire     | Groups (Walsh)      | 4. Platz  |
| Eton Road*             | 17-20 | Various      | Groups (Walsh)      | 5. Platz  |
| Robert Allen           | 27    | Essex        | Over 25s (Osbourne) | 6. Platz  |
| Nikitta Angus          | 18    | Manchester   | 16-24s (Cowell)     | 7. Platz  |
| Ashley McKenzie        | 20    | Croydon      | 16-24s (Cowell)     | 8. Platz  |
| Kerry McGregor         | 32    | West Lothian | Over 25s (Osbourne) | 9. Platz  |
| Dionne Mitchell        | 26    | London       | Over 25s (Osbourne) | 10. Platz |
| 4Sure                  | 23-38 | verschiedene | Groups (Walsh)      | 11. Platz |
| The Unconventionals    | 25-41 | verschiedene | Groups (Walsh)      | 12. Platz |

- Avenue sollte ursprünglich diesen Platz haben, wurden aber nach Judges' Houses disqualifiziert und Eton Road ersetzte sie.

## Live Shows/Finals

### ZusammenfassungLive Shows/Finals
Colour key
| _ | Kandidat war unter den beiden/drei mit den wenigsten Stimmen (Bottom Two/Three) und musste erneut singen (Final Showdown) - _\|\|Kandidat war unter den drei mit den wenigsten Stimmen (Bottom Three), hatte am wenigsten Stimmen und musste die Show direkt verlassen |
| _ | Kandidat erhielt die wenigsten Stimmen wurde direkt von der Show ausgeschlossen |
| _ | Kandidat wurde als Sieger gekürt |

| Act                                              | 1. Woche                                                 | 2. Woche                                   | 3. Woche                                            | 4. Woche                                             | 5. Woche                                           | 6. Woche                                          | 7. Woche                                       | Viertelfinale                                               | Halbfinale                                                  | Finale                                                      |
| ------------------------------------------------ | -------------------------------------------------------- | ------------------------------------------ | --------------------------------------------------- | ---------------------------------------------------- | -------------------------------------------------- | ------------------------------------------------- | ---------------------------------------------- | ----------------------------------------------------------- | ----------------------------------------------------------- | ----------------------------------------------------------- |
| Leona Lewis                                      | Weiter                                                   | Weiter                                     | Weiter                                              | Weiter                                               | Weiter                                             | Weiter                                            | Weiter                                         | Weiter                                                      | Weiter                                                      | Siegerin                                                    |
| Ray Quinn                                        | Weiter                                                   | Weiter                                     | Weiter                                              | Weiter                                               | Bottom Two                                         | Weiter                                            | Weiter                                         | Weiter                                                      | Weiter                                                      | 2. Platz                                                    |
| Ben Mills                                        | Weiter                                                   | Weiter                                     | Weiter                                              | Weiter                                               | Weiter                                             | Weiter                                            | Bottom Two                                     | Weiter                                                      | 3. Platz                                                    | Ausgeschieden (Halbfinale)                                  |
| The MacDonald Brothers                           | Weiter                                                   | Weiter                                     | Weiter                                              | Weiter                                               | Weiter                                             | Weiter                                            | Weiter                                         | 4. Platz                                                    | Ausgeschieden (Viertelfinale)                               | Ausgeschieden (Viertelfinale)                               |
| Eton Road                                        | Weiter                                                   | Weiter                                     | Weiter                                              | Weiter                                               | Weiter                                             | Bottom Two                                        | Bottom Two                                     | Ausgeschieden (7. Woche)                                    | Ausgeschieden (7. Woche)                                    | Ausgeschieden (7. Woche)                                    |
| Robert Allen                                     | Woche                                                    | Bottom Two                                 | Woche                                               | Bottom Two                                           | Woche                                              | Bottom Two                                        | Ausgeschieden (6. Woche)                       | Ausgeschieden (6. Woche)                                    | Ausgeschieden (6. Woche)                                    | Ausgeschieden (6. Woche)                                    |
| Nikitta Angus                                    | Weiter                                                   | Weiter                                     | Weiter                                              | Weiter                                               | Bottom Two                                         | Ausgeschieden (5. Woche)                          | Ausgeschieden (5. Woche)                       | Ausgeschieden (5. Woche)                                    | Ausgeschieden (5. Woche)                                    | Ausgeschieden (5. Woche)                                    |
| Ashley McKenzie                                  | Weiter                                                   | Weiter                                     | Bottom Two                                          | Bottom Two                                           | Ausgeschieden (4. Woche)                           | Ausgeschieden (4. Woche)                          | Ausgeschieden (4. Woche)                       | Ausgeschieden (4. Woche)                                    | Ausgeschieden (4. Woche)                                    | Ausgeschieden (4. Woche)                                    |
| Kerry McGregor                                   | Weiter                                                   | Weiter                                     | Bottom Two                                          | Ausgeschieden (3. Woche)                             | Ausgeschieden (3. Woche)                           | Ausgeschieden (3. Woche)                          | Ausgeschieden (3. Woche)                       | Ausgeschieden (3. Woche)                                    | Ausgeschieden (3. Woche)                                    | Ausgeschieden (3. Woche)                                    |
| Dionne Mitchell                                  | Bottom Two                                               | Weiter                                     | 10. Platz                                           | Ausgeschieden (3. Woche)                             | Ausgeschieden (3. Woche)                           | Ausgeschieden (3. Woche)                          | Ausgeschieden (3. Woche)                       | Ausgeschieden (3. Woche)                                    | Ausgeschieden (3. Woche)                                    | Ausgeschieden (3. Woche)                                    |
| 4Sure                                            | Weiter                                                   | Bottom Two                                 | Ausgeschieden (2. Woche)                            | Ausgeschieden (2. Woche)                             | Ausgeschieden (2. Woche)                           | Ausgeschieden (2. Woche)                          | Ausgeschieden (2. Woche)                       | Ausgeschieden (2. Woche)                                    | Ausgeschieden (2. Woche)                                    | Ausgeschieden (2. Woche)                                    |
| The Unconventionals                              | Bottom Two                                               | Ausgeschieden (1. Woche)                   | Ausgeschieden (1. Woche)                            | Ausgeschieden (1. Woche)                             | Ausgeschieden (1. Woche)                           | Ausgeschieden (1. Woche)                          | Ausgeschieden (1. Woche)                       | Ausgeschieden (1. Woche)                                    | Ausgeschieden (1. Woche)                                    | Ausgeschieden (1. Woche)                                    |
|                                                  |                                                          |                                            |                                                     |                                                      |                                                    |                                                   |                                                |                                                             |                                                             |                                                             |
| Final Showdown                                   | Mitchell, The Unconventionals                            | 4Sure, Allen                               | McGregor, McKenzie                                  | Allen, McKenzie                                      | Angus, Quinn                                       | Allen, Eton Road                                  | Eton Road, Mills                               | Kein Final Showdown mehr, nur noch Zuschauerstimmen zählten | Kein Final Showdown mehr, nur noch Zuschauerstimmen zählten | Kein Final Showdown mehr, nur noch Zuschauerstimmen zählten |
| Walshs Nominierungen (für Verlassen der Show)    | Mitchell                                                 | Allen                                      | McGregor                                            | McKenzie                                             | Quinn                                              | Allen                                             | Mills                                          | Kein Final Showdown mehr, nur noch Zuschauerstimmen zählten | Kein Final Showdown mehr, nur noch Zuschauerstimmen zählten | Kein Final Showdown mehr, nur noch Zuschauerstimmen zählten |
| Osbournes Nominierungen (für Verlassen der Show) | The Unconventionals                                      | 4Sure                                      | McKenzie                                            | McKenzie                                             | Angus                                              | Eton Road                                         | Eton Road                                      | Kein Final Showdown mehr, nur noch Zuschauerstimmen zählten | Kein Final Showdown mehr, nur noch Zuschauerstimmen zählten | Kein Final Showdown mehr, nur noch Zuschauerstimmen zählten |
| Cowells Nominierungen (für Verlassen der Show)   | The Unconventionals                                      | 4Sure                                      | McGregor                                            | Allen                                                | Angus                                              | Allen                                             | Eton Road                                      | Kein Final Showdown mehr, nur noch Zuschauerstimmen zählten | Kein Final Showdown mehr, nur noch Zuschauerstimmen zählten | Kein Final Showdown mehr, nur noch Zuschauerstimmen zählten |
| Ausgeschiedene                                   | The Unconventionals zwei von drei Nominierungen Mehrheit | 4Sure zwei von drei Nominierungen Mehrheit | Dionne Mitchell Zuschauervoting zu wenige Stimmen   | Ashley McKenzie zwei von drei Nominierungen Mehrheit | Nikitta Angus zwei von drei Nominierungen Mehrheit | Robert Allen zwei von drei Nominierungen Mehrheit | Eton Road zwei von drei Nominierungen Mehrheit | The MacDonald Brothers Zuschauervoting zu wenige Stimmen    | Ben Mills Zuschauervoting zu wenige Stimmen                 | Ray Quinn Zuschauervoting zu wenige Stimmen                 |
| Ausgeschiedene                                   | The Unconventionals zwei von drei Nominierungen Mehrheit | 4Sure zwei von drei Nominierungen Mehrheit | Kerry McGregor zwei von drei Nominierungen Mehrheit | Ashley McKenzie zwei von drei Nominierungen Mehrheit | Nikitta Angus zwei von drei Nominierungen Mehrheit | Robert Allen zwei von drei Nominierungen Mehrheit | Eton Road zwei von drei Nominierungen Mehrheit | The MacDonald Brothers Zuschauervoting zu wenige Stimmen    | Ben Mills Zuschauervoting zu wenige Stimmen                 | Ray Quinn Zuschauervoting zu wenige Stimmen                 |

### Live Show Details

#### Woche 1 (14. Oktober)
- Thema: Motown
- Gastauftritte: Lionel Richie ("I Call It Love")

| Kandidat               | Reihenfolge | Song                                | Ergebnis      |
| ---------------------- | ----------- | ----------------------------------- | ------------- |
| Robert Allen           | 1           | "All Night Long (All Night)"        | Weiter        |
| Eton Road              | 2           | "My Girl"                           | Weiter        |
| Nikitta Angus          | 3           | "Heaven Must Have Sent You"         | Weiter        |
| Ben Mills              | 4           | "The Tracks of My Tears"            | Weiter        |
| The MacDonald Brothers | 5           | "Three Times a Lady"                | Weiter        |
| Ray Quinn              | 6           | "Ben"                               | Weiter        |
| Dionne Mitchell        | 7           | "I'm Gonna Make You Love Me"        | Bottom Two    |
| The Unconventionals    | 8           | "Dancing in the Street"             | Ausgeschieden |
| Ashley McKenzie        | 9           | "Easy"                              | Weiter        |
| Kerry McGregor         | 10          | "You Are the Sunshine of My Life"   | Weiter        |
| 4Sure                  | 11          | "What Becomes of the Brokenhearted" | Weiter        |
| Leona Lewis            | 12          | "I'll Be There"                     | Weiter        |

Nominierung der Juroren für Verlassen der Show
- Walsh: Dionne Mitchell – zum Schutz der eigenen Gruppe, The Unconventionals.
- Osbourne: The Unconventionals – zum Schutz des eigenen Acts, Dionne Mitchell.
- Cowell: The Unconventionals – sagte, Mitchell habe eine bessere Stimme als The Unconventionals.

#### Woche 2 (21. Oktober)
- Thema: Lieder von Rod Stewart
- Gastauftritte: Rod Stewart ("It's a Heartache")

| Kandidat               | Reihenfolge | Song                                       | Ergebnis      |
| ---------------------- | ----------- | ------------------------------------------ | ------------- |
| Leona Lewis            | 1           | "The First Cut Is the Deepest"             | Weiter        |
| Kerry McGregor         | 2           | "I Don't Want to Talk About It"            | Weiter        |
| The MacDonald Brothers | 3           | "Sailing"                                  | Weiter        |
| Ashley McKenzie        | 4           | "I'd Rather Go Blind"                      | Weiter        |
| Dionne Mitchell        | 5           | "Tonight's the Night (Gonna Be Alright)"   | Weiter        |
| 4Sure                  | 6           | "You're in My Heart (The Final Acclaim)"   | Ausgeschieden |
| Nikitta Angus          | 7           | "Bring It On Home to Me"                   | Weiter        |
| Robert Allen           | 8           | "Try a Little Tenderness"                  | Bottom Two    |
| Eton Road              | 9           | "This Old Heart of Mine (Is Weak for You)" | Weiter        |
| Ray Quinn              | 10          | "What a Wonderful World"                   | Weiter        |
| Ben Mills              | 11          | "Maggie May"                               | Weiter        |

Nominierung der Juroren für Verlassen der Show
- Walsh: Robert Allen – zum Schutz der eigenen Gruppe, 4Sure.
- Osbourne: 4Sure – zum Schutz des eigenen Acts, Robert Allen.
- Cowell: 4Sure – sagte, Allen habe sich gesanglich stark verbessert.

#### Woche 3 (28. Oktober)
- Thema: Big Band
- Gastauftritte: Tony Bennett ("The Best Is Yet to Come")

Simon Cowell hatte im Vorfeld bekanntgegeben, etwas „großes“ werde passieren und keiner der Kandidaten wisse etwas darüber. Es stellte sich heraus, dass er eine doppelte Eliminierung in dieser Folge gemeint hatte.
| Kandidat               | Reihenfolge | Song                                | Ergebnis                            |
| ---------------------- | ----------- | ----------------------------------- | ----------------------------------- |
| Ray Quinn              | 1           | "Ain't That a Kick in the Head"     | Weiter                              |
| Dionne Mitchell        | 2           | "For Once in My Life"               | Ausgeschieden (Zuschauervoting)     |
| Nikitta Angus          | 3           | "Sway"                              | Weiter                              |
| Ben Mills              | 4           | "Smile"                             | Weiter                              |
| The MacDonald Brothers | 5           | "Can't Take My Eyes Off You"        | Weiter                              |
| Leona Lewis            | 6           | "Summertime"                        | Weiter                              |
| Kerry McGregor         | 7           | "They Can't Take That Away from Me" | Ausgeschieden (Jurorenentscheidung) |
| Ashley McKenzie        | 8           | "Moondance"                         | Bottom Three                        |
| Robert Allen           | 9           | "Mr. Bojangles"                     | Weiter                              |
| Eton Road              | 10          | "Mack the Knife"                    | Weiter                              |

Nominierungen der Juroren für Verlassen der Show
- Osbourne: Ashley McKenzie – zum Schutz des eigenen Acts, Kerry McGregor.
- Cowell: Kerry McGregor – zum Schutz der eigenen Kandidatin, Ashley McKenzie.
- Walsh: Kerry McGregor – sagte, McGregor habe seine Grenze erreicht, während McKenzie Potential für Verbesserung habe.

#### Woche 4 (4. November)
- Thema: Lieder von ABBA
- Gastauftritte: Björn Ulvaeus & die Mamma Mia!-Besetzung ("Mamma Mia", Dancing Queen)

| Kandidat               | Reihenfolge | Song                      | Ergebnis      |
| ---------------------- | ----------- | ------------------------- | ------------- |
| Nikitta Angus          | 1           | "Dancing Queen"           | Weiter        |
| Eton Road              | 2           | "Does Your Mother Know"   | Weiter        |
| Robert Allen           | 3           | "Take a Chance on Me"     | Bottom Two    |
| Leona Lewis            | 4           | "Chiquitita"              | Weiter        |
| The MacDonald Brothers | 5           | "Fernando"                | Weiter        |
| Ray Quinn              | 6           | "Waterloo"                | Weiter        |
| Ben Mills              | 7           | "SOS"                     | Safe          |
| Ashley McKenzie        | 8           | "The Winner Takes It All" | Ausgeschieden |

Nominierung der Juroren für Verlassen der Show
- Osbourne: Ashley McKenzie – zum Schutz des eigenen Acts, Robert Allen.
- Cowell: Robert Allen – zum Schutz des eigenen Acts, Ashley McKenzie.
- Walsh: Ashley McKenzie – sagte, Allen habe einen besseren Auftritt präsentiert.

#### Woche 5 (11. November)
- Theme: Love Songs
- Gastauftritte: Julio Iglesias ("I Want to Know What Love Is")

| Kandidat               | Reihenfolge | Song                                 | Ergebnis      |
| ---------------------- | ----------- | ------------------------------------ | ------------- |
| Ben Mills              | 1           | "I Don't Want to Miss a Thing"       | Weiter        |
| The MacDonald Brothers | 2           | "She's the One"                      | Weiter        |
| Ray Quinn              | 3           | "Crazy Little Thing Called Love"     | Bottom Two    |
| Nikitta Angus          | 4           | "Last Dance"                         | Ausgeschieden |
| Eton Road              | 5           | "From Me to You"                     | Weiter        |
| Leona Lewis            | 6           | "Sorry Seems to Be the Hardest Word" | Weiter        |
| Robert Allen           | 7           | "Always and Forever"                 | Weiter        |

Judges' votes to eliminate
- Osbourne: Nikitta Angus – ohne Begründung.
- Walsh: Ray Quinn – sagte, Quinn habe eine zu schwache Stimme, um ernsthaft Musik zu veröffentlichen.
- Cowell: Nikitta Angus – ohne Begründung sagte aber keiner der beiden Kandidaten habe es verdient auszuscheiden.

#### Woche 6 (18. November)
- Thema: Nummer-eins-Hits (in Großbritannien)
- Musical guests: Westlife und Delta Goodrem ("All Out of Love")

| Kandidat               | Reihenfolge | Song                                 | Ergebnis      |
| ---------------------- | ----------- | ------------------------------------ | ------------- |
| Ray Quinn              | 1           | "Livin' la Vida Loca"                | Weiter        |
| Robert Allen           | 2           | "You Are Not Alone"                  | Ausgeschieden |
| Eton Road              | 3           | "I Don't Feel Like Dancin'"          | Bottom Two    |
| Leona Lewis            | 4           | "Bridge over Troubled Water"         | Weiter        |
| Ben Mills              | 5           | "With a Little Help from My Friends" | Weiter        |
| The MacDonald Brothers | 6           | "Love Is All Around"                 | Weiter        |

Nominierung der Juroren für Verlassen der Show
- Osbourne: Eton Road – zum Schutz des eigenen Kandidaten, Robert Allen.
- Walsh: Robert Allen – zum Schutz der eigenen Gruppe, Eton Road.
- Cowell: Robert Allen – sagte, Eton Road könnte sich im Wettbewerb besser entwickeln.

#### Woche 7 (25. November)
- Thema: Filmmusik
- Musical guest: Il Divo ("Desde El Día Que Te Fuiste (Without You)")

| Act                    | Reihenfolge | 1. Song                            | Reihenfolge | 2. Song                         | Ergebnis      |
| ---------------------- | ----------- | ---------------------------------- | ----------- | ------------------------------- | ------------- |
| Leona Lewis            | 1           | "Lady Marmalade"                   | 6           | "I Will Always Love You"        | Weiter        |
| The MacDonald Brothers | 2           | "When You Say Nothing at All"      | 7           | "I'm Gonna Be (500 Miles)"      | Weiter        |
| Ben Mills              | 3           | "Live and Let Die"                 | 8           | "Your Song"                     | Bottom Two    |
| Eton Road              | 4           | "Everybody Needs Somebody to Love" | 9           | "Can You Feel the Love Tonight" | Ausgeschieden |
| Ray Quinn              | 5           | "The Way You Look Tonight"         | 10          | "Jailhouse Rock"                | Weiter        |

Nominierung der Juroren für Verlassen der Show
- Walsh: Ben Mills – zum Schutz der eigenen Gruppe, Eton Road.
- Osbourne: Eton Road – zum Schutz des eigenen Acts, Ben Mills.
- Cowell: Eton Road – sagte, Mills habe mehr Talent als Eton Road.

#### Week 8: Viertelfinale (2. Dezember)
- Themen: Lieder von Barry Manilow; eigene Wahl
- Gastauftritte: Barry Manilow ("Everybody Loves Somebody")

| Act                    | Reihenfolge | 1. Song                      | Reihenfolge | 2. Song            | Ergebnis      |
| ---------------------- | ----------- | ---------------------------- | ----------- | ------------------ | ------------- |
| The MacDonald Brothers | 1           | "Can't Smile Without You"    | 5           | "Shang-a-lang"     | Ausgeschieden |
| Ray Quinn              | 2           | "Mandy"                      | 6           | "My Way"           | Weiter        |
| Ben Mills              | 3           | "I Made It Through the Rain" | 7           | "Somebody to Love" | Weiter        |
| Leona Lewis            | 4           | "Could It Be Magic"          | 8           | "Without You"      | Weiter        |

#### Woche 9: Halbfinale (9. Dezember)
- Thema: "Songs to get you into the final"[7]
- Gastauftritte: Gloria Estefan ("Anything for You" / "Can't Stay Away from You" / "Rhythm Is Gonna Get You")

| Act         | Reihenfolge | 1. Song                             | Reihenfolge | 2. Song                                      | Ergebnis      |
| ----------- | ----------- | ----------------------------------- | ----------- | -------------------------------------------- | ------------- |
| Ray Quinn   | 1           | "Smile"                             | 4           | "You'll Never Walk Alone"                    | Weiter        |
| Leona Lewis | 2           | "I Have Nothing"                    | 5           | "Over the Rainbow"                           | Weiter        |
| Ben Mills   | 3           | "(Everything I Do) I Do It for You" | 6           | "I Still Haven't Found What I'm Looking For" | Ausgeschieden |

#### Woche 10: Finale (16. Dezember)
- Themen: "Song of the Series"; Celebrity Duets; kein Thema; Siegersingle
- Gruppenauftritte: "Earth Song" und "That’s What Friends Are For" (alle Liveshowteilnehmer)
- Gastauftritte: Take That ("Patience") und Shaun Rogerson ("Right Here Waiting")

| Act         | Reihenfolge | 1. Song                  | Reihenfolge | 2. Song (Duett)                        | Reihenfolge | 3. Song              | Reihenfolge | 4. Song              | Ergebnis |
| ----------- | ----------- | ------------------------ | ----------- | -------------------------------------- | ----------- | -------------------- | ----------- | -------------------- | -------- |
| Ray Quinn   | 1           | "My Way"                 | 3           | "That's Life" (mit Westlife)           | 5           | "Fly Me to the Moon" | 7           | "A Moment Like This" | 2. Platz |
| Leona Lewis | 2           | "I Will Always Love You" | 4           | "A Million Love Songs" (mit Take That) | 6           | "All by Myself"      | 8           | "A Moment Like This" | Siegerin |

## Siegersingle
Die Siegersingle A Moment Like This von Leona Lewis wurde am 20. Dezember 2006 veröffentlicht.

## Rezeption

### Einschaltquoten
| Episode             | Ausstrahlungsdatum | Offizielle ITV1 Quoten | Wöchentlicher Rang |
| ------------------- | ------------------ | ---------------------- | ------------------ |
| Auditions 1         | 19. August         | 7.45                   | 7                  |
| Auditions 2         | 26. August         | 7.36                   | 10                 |
| Auditions 3         | 2. September       | 9.08                   | 5                  |
| Auditions 4         | 9. September       | 7.96                   | 7                  |
| Auditions 5         | 16. September      | 7.53                   | 8                  |
| Auditions 6         | 23. September      | 9.17                   | 6                  |
| Bootcamp 1          | 30. September      | 6.39                   | 16                 |
| Bootcamp 2          | 30. September      | 8.76                   | 7                  |
| Judges' Houses 1    | 7. Oktober         | 6.77                   | 14                 |
| Judges' Houses 2    | 7. Oktober         | 8.95                   | 6                  |
| Liveshow 1          | 14. Oktober        | 7.52                   | 12                 |
| Results 1           | 14. Oktober        | 7.38                   | 13                 |
| Liveshow 2          | 21. Oktober        | 7.54                   | 14                 |
| Results 2           | 21. Oktober        | 7.70                   | 13                 |
| Liveshow 3          | 28. Oktober        | 7.10                   | 14                 |
| Results 3           | 28. Oktober        | 7.52                   | 12                 |
| Liveshow 4          | 4. November        | 7.30                   | 14                 |
| Results 4           | 4. November        | 7.91                   | 13                 |
| Liveshow 5          | 11. November       | 9.83                   | 6                  |
| Results 5           | 11. November       | 8.24                   | 12                 |
| Liveshow 6          | 18. November       | 9.22                   | 7                  |
| Results 6           | 18. November       | 8.80                   | 9                  |
| Liveshow 7          | 25. November       | 8.46                   | 11                 |
| Results 7           | 25. November       | 8.69                   | 9                  |
| Liveshow 8          | 2. Dezember        | 9.31                   | 8                  |
| Results 8           | 2. Dezember        | 8.24                   | 13                 |
| Live show 9         | 9. Dezember        | 8.39                   | 7                  |
| Results 9           | 9. Dezember        | 8.25                   | 10                 |
| Live Finale         | 16. Dezember       | 10.52                  | 4                  |
| Live Finale Results | 16. Dezember       | 10.78                  | 3                  |